# 夏日幽靈
《夏日幽靈》是於2021年11月12日上映的日本短篇動畫電影，由FLAT STUDIO製作。這部是loundraw首次執導的電影。

## 角色列表
杉崎友也（聲：小林千晃）
高中三年級，受到來自母親的龐大壓力，即使是成績優異也無法發揮自己在美術方面的愛好和興趣，因此逐漸有了想死的念頭。
對於絢音的事，發誓自己一定要在就讀大學前找到絢音的屍體，在青和涼的幫助下終於找到絢音的屍體，也成功讓潛意識中那個想死的自己消失。
春川葵（聲：島袋美由利）
高中二年級，在學校時因受到霸凌而逐漸不想上學，認為即使上學也會受到霸凌。在某一次在頂樓被潑髒水後打算直接跳樓自殺卻被霸凌者阻止。
最後成功面對霸凌者，也能堂堂正正的提出自己的想法。
小林涼（聲：島崎信長）
高中三年級，在籃球社是主力球員，卻不幸患上不治之症且被告知只剩下九個月的壽命，認為自己肯定活不到明年春天到來。
在友也和青的陪伴下靠著意志力成功看到櫻花盛開，但不幸在夏天前離世，在同年夏天以幽靈的身份再次見到其餘兩人後便離開這個世界。
佐藤絢音（聲：川榮李奈）
夏日幽靈，傳聞中因為自殺而變成幽靈並到處遊蕩。
實際上是遭闖紅燈的駕駛撞死，駕駛為了逃避罪責而將絢音的屍體掩埋，但被掩埋時其實還活著。化為幽靈存活在人間後，最大的願望是找到自己的屍體讓媽媽放心，但因為時間久遠因此願望逐漸被沖淡，因為友也、青和涼的幫忙才再次尋找自己的屍體，在找到後成功離開人間。
臨走前不忘提醒友也要好好地活下去。

## 外部連結
- 官方网站（日語）
- 電影開頭5分鍾（日語）
- 夏日幽靈的X（前Twitter）（日語）
- 漫畫連載網站（日語）
- 小說官方網站（日語）